# Ocells i llops
Ocells i llops és un drama en tres actes i en prosa, original de Josep Maria de Sagarra, estrenat al teatre Apol·lo de Barcelona, la vetlla del 15 de novembre de 1948.
L'acció té lloc a l'època actual (de l'estrena: 1948).

## Sinopsi
Lucrècia, una vídua i mare de família ancorada en el passat, té tres fills els comportaments dels quals li suposaran un trasbalsos impossibles de suportar.

## Repartiment de l'estrena
- Lucrècia: Maria Vila.
- Helena: Paquita Ferràndiz.
- Leonor: Maria Daví.
- Albert: Pere Gil.
- Octavi: ?
- El Doctor: Pius Daví.
- Un individu: Llorenç Duran.
- Matilde: ?

## Estrena del TNC
La temporada 2013-2014, el Teatre Nacional de Catalunya va estrenar-la el 19 de febrer de 2014, sota la direcció de Lurdes Barba amb el següent repartiment: Carme Conesa (Lucrècia), David Bagés (Un individu), Nausicaa Bonnín (Leonor), Llorenç González (Albert), Francesc Lucchetti (El Doctor), Montse Pérez (Matilde), Roser Tapias (Helena) i Jaume Madaula (Octavi).